# WBC 투데이
《WBC 투데이》은 대한민국 JTBC에서 평일 밤 9시 35분에 방송되는 JTBC의 저녁 뉴스 프로그램이다. 2012년 12월 11일부터 2013년 2월 22일까지 프로그램 JTBC 뉴스룸 후속으로 편성되었다.

## 앵커
- 2012년 12월 11일 ~ 2013년 2월 22일 : 송민교

## 그 외 JTBC 뉴스 프로그램
- JTBC 뉴스 오늘의 모든 조간
- JTBC 뉴스 정오의 현장
- JTBC 뉴스 이브닝
- 쨍하고 공뜬날
- JTBC 주말뉴스